# Closure (Computerspiel)

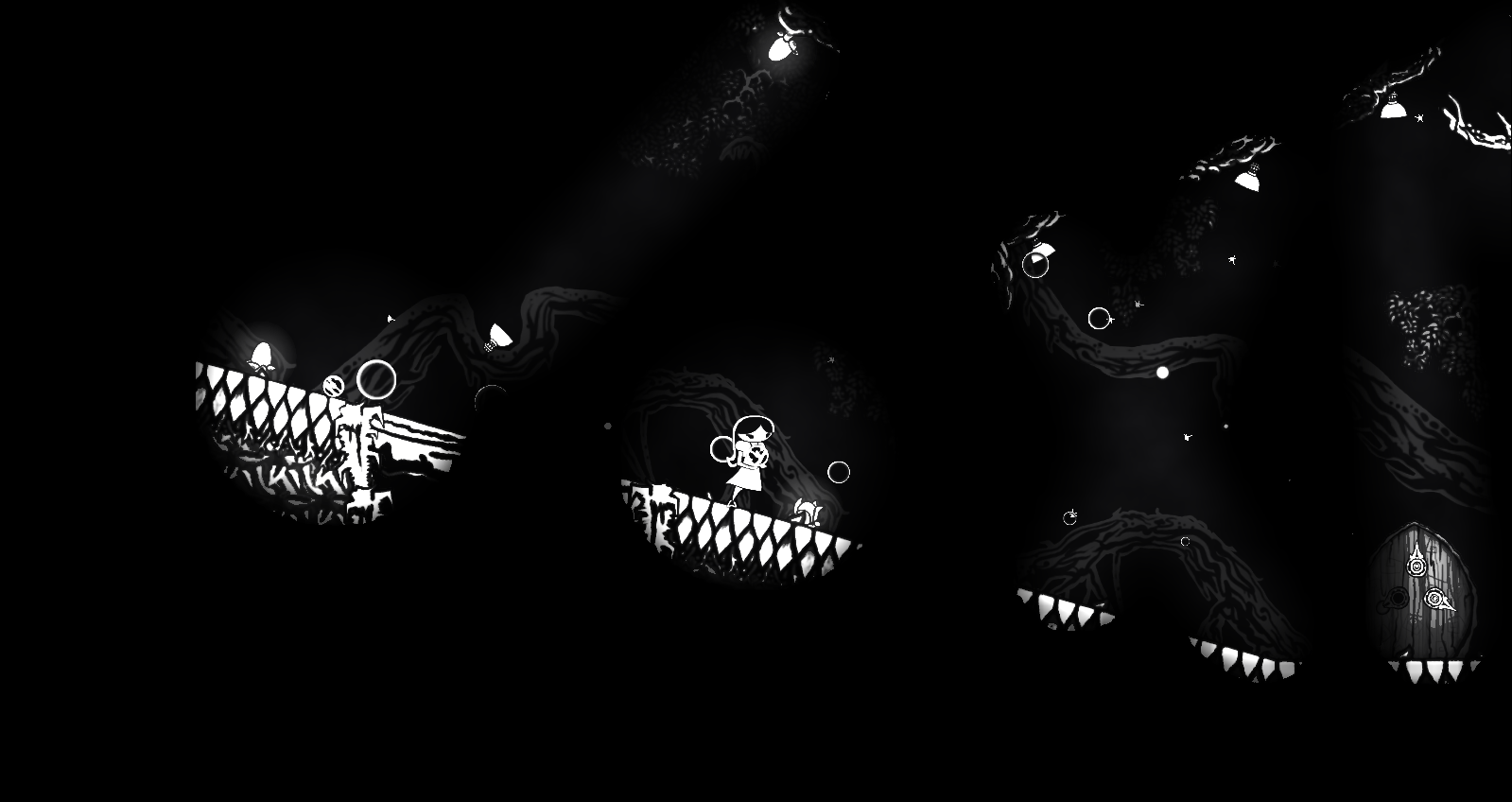
Spielszene aus Closure

Closure ist ein 2D-Side-Scroller-Computerspiel des Indie-Entwicklers Eyebrow Interactive. Es wurde 2009 zunächst als ein im Webbrowser spielbares Flashspiel entwickelt, bis es am 27. März 2012 zunächst über das PlayStation Network für die PlayStation 3, am 7. September 2012 auf dem Windows PC und Mac und letztlich im 19. Dezember 2012 für Linux veröffentlicht wurde. Das Spiel erhielt sehr gute Kritiken und gewann mehrere Preise aufgrund seines innovativen Gameplays aus Licht und Dunkelheit.

## Spielprinzip und Handlung
Die vom Spieler gesteuerte Spielfigur wandert durch eine bizarre, monochrom gehaltene 2D-Welt, wo einzig Licht zeigt, was existiert. Da, wo kein Licht hinfällt, fällt die Spielfigur in einen bodenlosen Abgrund. Mithilfe von Lichtquellen (Lichtkugeln, Scheinwerfer und Spiegeln) muss der Spieler den Untergrund und Wände sichtbar machen, um nicht in die Dunkelheit zu stürzen. Allerdings kann er die Dunkelheit auch nutzen, um Hindernisse, etwa eine Säule, verschwinden zu lassen, um diese so zu umgehen. In dieser Umgebung gilt es nun Rätsel zu lösen und zu guter Letzt den Weg zum Ausgang zu finden. Dieser muss zuvor meist mit einem Schlüssel oder mithilfe mehrerer Lichtquellen aufgeschlossen werden. Der Spieler kann mit der Umgebung interagieren, so etwa Lichtkugeln, Schlüssel, Kisten, Schalter oder Kanonen; allerdings kann er immer nur einen Gegenstand tragen. Um das Spiel bis zum eigentlichen Ende spielen zu können, muss der Spieler in einigen Leveln leuchtende Motten finden, die im letzten Level zum Einsatz kommen.
Es gibt keine Vorgeschichte und es existieren nur rare Hinweise, die auf eine Hintergrundgeschichte schließen lassen. Die Spielebeschreibung der Entwickler lautet: Play as a strange spider-like demon who explores the stories of three human characters through beautiful, eerie environments such as a decrepit factory, a murky forest, an abandoned carnival, and the strange, surreal realm that connects them together. ("Spiele als eigenartiger spinnenähnlicher Dämon, der die Schicksale von drei Menschen durch wunderbare und unheimliche Umgebungen erkundet, wie eine baufällige Fabrik, einen düsteren Wald, einen verlassenen Rummel und ein fremdes, surreales Reich, das all dies miteinander verbindet."). Die wenigen Anhaltspunkte und das Ende lassen viel Raum für Interpretationen.

## Technik und Entwicklung
Bereits im Januar 2009 entwickelte Tyler Glaiel in zwei Monaten das Spiel auf Flash-Basis und veröffentlichte es auf Newgrounds. Dieses war bei Nutzern und Kritikern schon so erfolgreich, so dass sich Glaiel dazu entschloss, eine kommerzielle Version des Spiels auf Basis einen neuen Engine mittels C++ zu entwickeln. Wie in der Flash-Version übernahm wieder Jon Schubbe das Art Design, während dieses Mal Christopher Rhyne den Soundtrack komponierte und die Soundeffekte kreierte. Während der Entwicklung wurden Vorabversionen des Spiels auf mehrere Conventions, etwa der
MineCon 2011, gezeigt, um für das Spiel zu werben und Feedback zu sammeln. Nach drei Jahren Entwicklung (die reine Programmierzeit betrug nur 9 Monate) wurde Closure im März 2012 zunächst auf der Playstation 3 veröffentlicht, allerdings vorerst nur in Nordamerika, weil Sony America und Sony Europe separate Unternehmen mit eigenen Zertifizierungsprozessen sind. Da die PS3-Version nicht so erfolgreich war wie erhofft, legten die Entwickler ihr Augenmerk auf die Steam-Veröffentlichung. Im September desselben Jahres folgten deshalb die Windows- und Mac OSX-Versionen und im Dezember 2012 schließlich auch die Linux-Version. Die PC-Version besitzt im Unterschied zur PS3-Version einen freischaltbaren Entwicklerkommentar, eine höhere Auflösung und Basistools für eine Mod-Entwicklung.
Das Spiel war im Dezember 2012 im Humble Indie Bundle 7 enthalten. Eine DRM-freie Variante gibt es seit Juni 2015 über den Humble Store.
Das Album mit der Musik von Christopher Rhyne wurde am 27. März 2012 auf Bandcamp veröffentlicht.

## Rezeption
Das Spiel erhielt durchweg positive Kritiken. Auf Metacritic erhielt Closure eine Bewertung von 78 %, basierend auf acht Bewertungen (Stand: Oktober 2015). Gelobt wurde das innovative Gameplay aus Licht und Schatten. Auch die Atmosphäre, die durch das eigenwillige Art Design und den kraftvollen, mitunter dissonanten Soundtrack getragen wird, erhielt viel Lob. Zudem hoben die Tester den angenehm steigenden Schwierigkeitsgrad hervor. Bei den Tests wurde Closure oft mit Limbo oder Braid verglichen, hinter denen es sich nicht zu verstecken brauche. Bemängelt wurden jedoch das Fehlen einer Hintergrundgeschichte, ein zum Teil abwechslungsarmes Rätseldesign und kleinere Probleme bei der Steuerung.
Das Spiel erhielt 2009 auf dem IndieCade Festival den Innovation Award, die 2010 die Auszeichnung Excellence in Audio auf dem Independent Games Festival, Gewinner des PAX 10 Independent Games Showcase sowie 2012 den Grand Prize mit einem Preisgeld von 100.000 US-Dollar auf der Indie Game Challenge während des DICE Summit in Las Vegas.

## Trivia
- Das Spiel unterstützt keine Onboard-Grafikchips, so dass es dort zu Abstürzen kommt.
- Während der Entwicklung des Spiels starb die Katze des Entwicklers, die daraufhin den Weg ins Spiel fand.[24]
- Laut Entwicklerkommentar im Spiel ließ sich der Level Art Designer, Jon Schubbe, vom Cthulhu-Mythos (erschaffen von dem Autor H. P. Lovecraft) sowie von einigen Nintendo-Spielen (Yoshi's Island, Donkey Kong und Kirby) inspirieren.
- Im Spiel gibt es zahlreiche Referenzen auf andere Indie-Spiele, Medien und Internetphänomene, wie Spelunky, Aether (ein früheres Spiel von Tyler Glaiel gemeinsam mit Edmund McMillen), Salad Fingers, Meat Boy, die Newgrounds-Website und andere.
- Der Titel Closure fiel Tyler Glaiel beim Lesen des Buches Understanding Comics von Scott McCloud ein.[3]